# Gymnastique artistique aux Jeux olympiques d'été de 2024 - sol femmes
Cet article traite de l'épreuve féminine. Pour la compétition masculine, voir Gymnastique artistique aux Jeux olympiques d'été de 2024 - sol hommes.
Pour un article plus général, voir Gymnastique aux Jeux olympiques d'été de 2024.
Navigation
Tokyo 2020 Los Angeles 2028
Le concours féminin du sol en gymnastique artistique aux Jeux olympiques d'été de 2024 à Paris en France se déroule les 28 juillet et 4 août 2024 au Palais omnisports de Paris-Bercy.

## Médaillées
| Or                   | Argent             | Bronze            |
| Rebeca Andrade (BRA) | Simone Biles (USA) | Ana Bărbosu (ROU) |

## Programme
| Date                | Horaire | Manche         |
| ------------------- | ------- | -------------- |
| Dimanche 28 juillet | 09 h 30 | Qualifications |
| Lundi 5 août        | 15 h 00 | Finale         |

## Résultats détaillés
Les 8 premières gymnastes sont qualifiées (Q), dans la limite de deux par CNO. Au cas où il y aurait plus de deux gymnastes du même CNO, la moins bien classée d'entre elles ne serait pas qualifiée et sa place serait attribuée à une réserviste (R).
| Rang | Nom (Pays)            | Difficulté | Exécution | Pénalité | Total  | Note |
| ---- | --------------------- | ---------- | --------- | -------- | ------ | ---- |
| 1    | Simone Biles (USA)    | 6.8        | 7.900     | 0.100    | 14.600 | Q    |
| 2    | Rebeca Andrade (BRA)  | 5.9        | 8.000     |          | 13.900 | Q    |
| 3    | Jordan Chiles (USA)   | 5.8        | 8.066     |          | 13.866 | Q    |
| 4    | Sabrina Voinea (ROU)  | 6.2        | 7.600     |          | 13.800 | Q    |
| 5    | Alice D'Amato (ITA)   | 5.6        | 8.100     |          | 13.700 | Q    |
| 6    | Ou Yushan (CHN)       | 5.6        | 8.066     |          | 13.666 | Q    |
| 7    | Manila Esposito (ITA) | 5.7        | 7.933     |          | 13.633 | Q    |
| 8    | Rina Kishi (JPN)      | 5.6        | 8.000     |          | 13.600 | Q    |
| 8    | Ana Bărbosu (ROU)     | 5.6        | 8.000     |          | 13.600 | Q    |
| 10   | Zhang Yihan (CHN)     | 5.5        | 8.033     |          | 13.533 | R1   |
| 11   | Júlia Soares (BRA)    | 5.4        | 8.100     |          | 13.500 | R2   |
| 12   | Jade Barbosa (BRA)    | 5.5        | 8.000     |          | 13.500 | –    |
| 13   | Angela Andreoli (ITA) | 5.8        | 7.700     |          | 13.500 | –    |
| 14   | Zhou Yaqin (CHN)      | 5.5        | 7.966     |          | 13.466 | –    |
| 15   | Ellie Black (CAN)     | 5.6        | 7.900     | 0.100    | 13.400 | R3   |

| Rang                               | Nom (Pays)            | Difficulté | Exécution | Pénalité | Total  |
| ---------------------------------- | --------------------- | ---------- | --------- | -------- | ------ |
| Médaille d'or, Jeux olympiques     | Rebeca Andrade (BRA)  | 5.9        | 8.266     |          | 14.166 |
| Médaille d'argent, Jeux olympiques | Simone Biles (USA)    | 6.9        | 7.833     | 0.600    | 14.133 |
| [ note 2 ]                         | Ana Bărbosu (ROU)     | 5.8        | 8.000     | 0.100    | 13.700 |
| 4                                  | Sabrina Voinea (ROU)  | 5.9        | 7.900     | 0.100    | 13.700 |
| 5                                  | Jordan Chiles (USA)   | 5.8        | 7.866     |          | 13.666 |
| 6                                  | Alice D'Amato (ITA)   | 5.6        | 8.100     | 0.100    | 13.600 |
| 7                                  | Rina Kishi (JPN)      | 5.7        | 7.566     | 0.100    | 13.166 |
| 8                                  | Ou Yushan (CHN)       | 5.6        | 7.700     | 0.300    | 13.000 |
| 9                                  | Manila Esposito (ITA) | 5.7        | 6.533     | 0.100    | 12.133 |